# Phare de Candás
Le phare de Candás (Faru de Candás en asturien) est un phare situé dans la paroisse civile de Candás de la commune de Carreño , dans la province des Asturies en Espagne.
Il est géré par l'autorité portuaire de Gijón.

## Histoire
La première station de signalisation date de 1897. Cette première lumière provisoire a été remplacée par une lumière permanente en 1904 qui est restée très insatisfaisante.
Le phare actuel a été mis en service le 1er octobre 1917. Il est érigé au bout de Cabo de San Antonio ou Punta del Cuerno au nord-ouest du petit port de pêche de Candás, en bord de falaise. Ce promontoire a été utilisé pour défendre la côte et le port de l'attaque britannique en 1770 et avait une batterie de trois canons. Après la guerre contre le Royaume-Uni, les canons ont été mis au pied du phare ; ils ont été retirés depuis.
La tour octogonale de 12 m de haut est en pierre, avec galerie et lanterne, attachée à la façade nord d'une maison de gardiens de deux étages. La tour est non peinte et la lanterne est grise métallique. La maison est peint en blanc avec des liserés gris. En 1955, une corne de brume y a été installée : elle émet, en code Morse la lettre C (. - .) toutes les 60 secondes. Son plan focal est à 40 m au-dessus du niveau de la mer. C'est un feu à occultations émettant 2 éclats blancs visibles jusqu'à 15 milles nautiques (environ 24 km).
Identifiant : ARLHS : SPA021 ; ES-02020 - Amirauté : D1614 - NGA : 2208.
|          |
| Le phare |

|                      |
| Cabo de San Antonuio |